# 蒙兰凤
蒙兰凤（1966年—），湖南通道人，侗族，中华人民共和国政治人物、全国人民代表大会湖南地区代表。
毕业于湖南芷江师范专业。加入中国共产党。担任通道侗族自治县第一完小校长。2008年起担任全国人大代表。2013年，担任全国人大代表。